# Jesse Väänänen
Jesse Väänänen (* 6. Januar 1984 in Lahti) ist ein ehemaliger finnischer Skilangläufer. 

## Werdegang
Väänänen trat von 2003 bis 2012 bei Wettbewerben der Fédération Internationale de Ski an. Er nahm am Scandinavian Cup und am Skilanglauf-Weltcup teil. Bei den Junioren-Weltmeisterschaften 2003 im schwedischen Sollefteå wurde er Zehnter über zehn Kilometer in der klassischen Technik und 16. im Sprint. Bei den Junioren-Weltmeisterschaften 2004 im norwegischen Stryn als Vierter mit der finnischen Staffel nur knapp eine Medaille. Im Sprint wurde er 20. und im Massenstartrennen über 30 Kilometer kam er als 55. ins Ziel. Sein erstes Weltcuprennen lief er im März 2004 in Lahti, welches er mit dem 52. Platz im Sprint beendete. Bei der Winter-Universiade 2005 in Innsbruck und Seefeld in Tirol wurde er 16. im Sprint und 64. über zehn Kilometer in der freien Technik. Seine ersten Weltcuppunkte holte er Anfang Dezember 2007 in Kuusamo mit dem zehnten Rang im Sprint. Im Januar 2010 erreichte er in Otepää mit dem vierten Platz im Sprint seine beste Platzierung in einem Weltcuprennen. Bei den folgenden Olympischen Winterspielen 2010 in Vancouver belegte er den 22. Platz im Sprint. Ab der Saison 2010/11 trat er vorwiegend bei FIS-Rennen und im Scandinavian Cup an. Lediglich bei den Weltcups in seiner Heimatstadt Lahti wurde 2011 (15.) und 2012 (63.) nochmals im Sprint eingesetzt. Nachdem er bei den finnischen Meisterschaften 2012 in Imatra trotz Meldung nicht gestartet war, beendete er seine Karriere.

## Weltcup-Statistik
Die Tabelle zeigt die erreichten Platzierungen im Einzelnen.
- 1.–3. Platz: Anzahl der Podiumsplatzierungen
- Top 10: Anzahl der Platzierungen unter den ersten zehn
- Punkteränge: Anzahl der Platzierungen innerhalb der Punkteränge
- Starts: Anzahl gelaufener Rennen in der jeweiligen Disziplin
- Hinweis: Bei den Distanzrennen erfolgt die Einordnung gemäß FIS.

| Platzierung         | Distanzrennen a | Distanzrennen a | Distanzrennen a | Distanzrennen a | Distanzrennen a | Skiathlon Verfolgung | Sprint | Etappen- rennen b | Gesamt | Team c | Team c  |
| Platzierung         | ≤ 5 km          | ≤ 10 km         | ≤ 15 km         | ≤ 30 km         | > 30 km         | Skiathlon Verfolgung | Sprint | Etappen- rennen b | Gesamt | Sprint | Staffel |
| ------------------- | --------------- | --------------- | --------------- | --------------- | --------------- | -------------------- | ------ | ----------------- | ------ | ------ | ------- |
| 1. Platz            |                 |                 |                 |                 |                 |                      |        |                   |        |        |         |
| 2. Platz            |                 |                 |                 |                 |                 |                      |        |                   |        |        |         |
| 3. Platz            |                 |                 |                 |                 |                 |                      |        |                   |        |        |         |
| Top 10              |                 |                 |                 |                 |                 |                      | 3      |                   | 3      | 1      |         |
| Punkteränge         |                 |                 |                 |                 |                 | 1                    | 8      |                   | 9      | 3      |         |
| Starts              |                 |                 | 5               |                 |                 | 1                    | 23     |                   | 29     | 3      |         |
| Stand: Karriereende |                 |                 |                 |                 |                 |                      |        |                   |        |        |         |